# Genistidium
Genistidium es un género de plantas con flores con 12 especies perteneciente a la familia Fabaceae.

## Especies
- Genistidium anfractuosa
- Genistidium cylindrica
- Genistidium dumosum
- Genistidium esmeraldae
- Genistidium glabra
- Genistidium guianensis
- Genistidium nigrocaulis
- Genistidium oxycentron
- Genistidium pulchella
- Genistidium roraimensis
- Genistidium sanariapoana
- Genistidium uncinata